# Casiquiare
Casiquiare (špa. Brazo Casiquiare ili Canal Casiquiare) je rijeka u Venezueli, poznata kao najveća i najpoznatija bifurkacija na svijetu, jer Casiquiare spaja dva velika porječja Orinoco i Amazonu, preko rijeke Rio Negro u koju utječe.

## Zemljopisne karakteristike
Izvor Casiquiare je zapravo njezin spoj s Orinocom, 14 km od sela La Esmeralda.On se nalazi na nadmorskoj visini od 123 m (na ušću Casiquiare ima 91 m) a korito rijeke široko je 120 m. Udio voda koji se prelijeva iz Orinoca nikad ne prelazi 1 / 3 njezinih voda, i rijeka je tu spora (0,75 km / h).
Casiquiare većinu svojih voda prima kasnije, na svom toku kroz prašumu, gdje prima brojne pritoke, osobito bogate vodom za velikih sezonskih poplava. 
Od bifurkacije rijeka teče generalno u smjeru jugoistoka praveći brojne meandrekroz tropsku prašumu, primajući brojne pritoke s obje strane.
Kod venecuelanskog gradića San Carlos de Rio Negro na nadmorskoj visini od 91 m, Casiquiare se spaja s rijekom Río Guainía, odatle se ta zajednička rijeka zove Rio Negro. 
Na svom ušću Casiquiare je širok oko 533 metara, i neobično brz za velikih poplava (10 km / h). Tad se od Casiquiara razdvaja rukavac Itinivini, koji se na kraju isto ulijeva u Rio Negro, ali oko 50 kilometara nizvodno.
Tok rijeke  Casiquiare dug je 320 km, a porječje je veliko 43 200 km². Na sjevernom dijelu porječja unutar pravokutnika kod koordinata 0°30′N 62°45′W / 0.500°N 62.750°W 4°40′N 66°34′W / 4.667°N 66.567°W nalazi se od 1993. Rezervat prirode Gornji Orinoco- Casiquiare.

### Povijest otkrića rijeke
Prvi istraživač koji je plovio tom rijekom bio je jezuitski misionar Manuel Román 1744. godine, on je preko Casiquiare doplovio iz Rio Negra do Orinoca. Prva opsežna istraživanja i iscrtavanja preciznih karata,  proveli su 1800. godine Alexander von Humboldt i Aimé Bonpland.

## Vanjske poveznice
- Casiquiare na portalu Encyclopædia Britannica (engl.)